# Álvaro Viviano
Jorge Álvaro Viviano Baldi es un político uruguayo perteneciente al Partido Nacional.

## Biografía
Oriundo de Carmelo, se considera de extracción wilsonista.
Fue edil en la Junta Departamental de Montevideo durante 10 años (2005-2015), en la que llegó a ser Primer Vicepresidente. Posteriormente integró el directorio del INISA (2016-2018).
En las elecciones de 2019, fue el primer suplente de la candidatura a diputado por Montevideo de Jorge Gandini; como este es también electo senador, Viviano asume la banca de diputado el 15 de febrero de 2020. 
En abril de 2022, encabezó una nueva bancada dentro del Partido Nacional, junto con Mario Colman (por Colonia), María Fajardo (Soriano), Joanna Fort (Treinta y Tres), Eduardo Lorenzo (Río Negro), Nancy Núñez (Paysandú), Javier Radiccioni (Canelones) y Pablo Viana (Montevideo).
Tiene tres hijos, Franco, Victoria y Joaquín..